# Таленти, Франческо
Франческо Таленти (итал. Francesco Talenti; 1300, Флоренция — 1369, Флоренция) — итальянский архитектор и скульптор, творивший во Флоренции в середине XIV века. Имел сына Симоне, также ставшего архитектором и скульптором, а также предположительно брата, архитектора Якопо Таленти.

## Биография

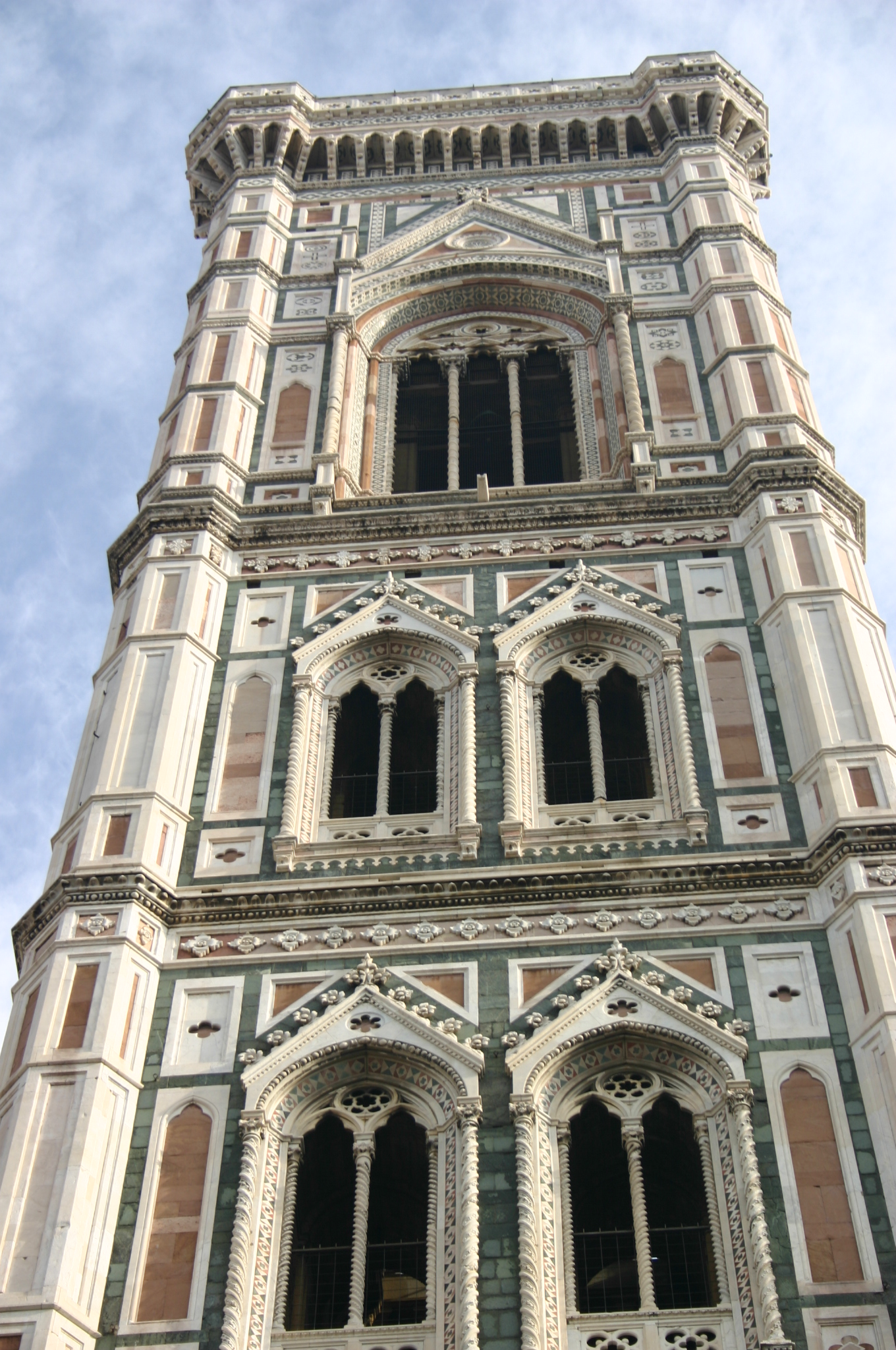
Два средних и последний ярусы, добавленные Франческо Таленти

Предполагается, что в 1325 году Таленти работал в кафедральном соборе в Орвието. В источниках, сообщающих о строительстве собора, упоминается камнерез по имени Франческо Т., так что здесь имеет место лишь гипотеза об участии Таленти в строительстве.
В 1350-х годах он закончил начатое Джотто строительство кампанилы собора Санта Мария дель Фьоре. Он увеличил высоту этажей и внёс в облик постройки готические черты, одновременно придав ей лёгкость и стройность. В период с 1351 по 1359 год он по своему проекту построил два средних яруса, добавив туда богато украшенные резьбой сдвоенные ланцетовидные окна. Последний ярус башни он увенчал выступающей над балюстрадой галереей. Также он заменил задуманное Джотто остроконечное завершение башни плоской крышей.
С 1351 по 1369 год Таленти возглавлял строительство флорентийского собора, сменив Андреа Пизано на посту управляющего работами. Он создал проекты обрамления двух нефов, Порта деи Корнаккини и Порта дель Кампаниле. Для реконструкции капелл и окон хора, в 1355 году им была сооружена деревянная модель, а через два года Франческо представил результаты обмеров собора. Тогда же и был скорректирован проект собора: его размеры были увеличены, впервые зашла речь о строительстве купола. В 1358 году Таленти создал модель для опор нефа. В 1368 году была создана окончательная деревянная модель собора, по которой и велось дальнейшее строительство. Проект Таленти сделал собор Санта Мария дель Фьоре на то время крупнейшим в Европе, однако в XVI веке созданный им фасад был радикально переработан.